# Champéon
Champéon – miejscowość i gmina we Francji, w regionie Kraj Loary, w departamencie Mayenne.
Według danych na rok 1990 gminę zamieszkiwało 496 osób, a gęstość zaludnienia wynosiła 23 osób/km² (wśród 1504 gmin Kraju Loary Champéon plasuje się na 845. miejscu pod względem liczby ludności, natomiast pod względem powierzchni na miejscu 495.).